# حکیم نزاری
حکیم سعدالدین بن شمس‌الدین نزاری بیرجندی قهستانی (۶۴۵–۷۲۱ یا ۷۲۰ قمری) معروف به حکیم نزاری از سرایندگان بزرگ نیمه دوم سده هفتم و آغاز قرن هشتم، در روستای فوداج از توابع بیرجند زاده شد. وی را نخستین نویسنده دوره پس از الموت دانسته‌اند که پس از یک دهه بعد زاده شد و زبان شعر و تعبیرات و اصطلاحات صوفیان را برای پنهان کردن عقاید اسماعیلی خویش برگزید.
وی پس از پایان تحصیلات مقدماتی خود در بیرجند و قاین، به مطالعه ادبیات، فلسفه و علوم متداول زمان خود در قهستان پرداخت. او از همان جوانی به کار دولتی مشغول گشت و پس از آن در سال ۶۷۸ قمری به نقاط گوناگونی سفر کرد و تجربیات خود را در کتابی به نام سفرنامه نوشت. پس از دو سال بعد به قهستان بازگشت و به خدمت به امرای کرتیان درآمد. اما معاندان وی، ملوک کرت را بر وی برانگیختند تا جایی که برکنار شد و اموالش مصادره گشت. نزاری سال‌های پایان عمر خود را با گوشه گیری گذراند و به کار کشاورزی پرداخت.
اشعار نزاری، سرشار از اصطلاحات دینی، علمی و فلسفی، عرفانی و صوفیانه می‌باشد که آن‌ها را در جایگاه‌های مناسب و در معانی درست خود به کاربرده است. بسیاری از شعرا و نویسندگان از آن جمله جامی، شاعر و عارف نامدار سده نهم برخی از اشعار حافظ را متأثر از اشعار حکیم نزاری می‌دانند و به عبارت دیگر معتقدند که حافظ از شیوه نزاری پیروی کرده‌است. از اسماعیلیان این دوران تنها آثار نزاری به دست رسیده‌است.

## زندگی

### کودکی
حکیم نزاری قهستانی دریکی از سال‌های آشوب و فتنه، هم‌زمان حملهٔ نهایی مغولان که برای اتمام فتح ایران و و برانداختن اسماعیلیه، در کانون نا آرامی‌ها، در روستای فوداج از روستاهای دامنهٔ کوه‌های باقران بیرجند، در خانواده‌ای مذهبی (اسماعیلی) در سال ۶۴۵ق به دنیا آمد.
با اینکه هیچ‌یک از تذکره‌ها به تاریخ ولادت نزاری اشاره نکرده‌اند از اشاره وی به ۶۵ سالگی
خویش در مثنوی دستورنامه که در سال ۷۱۰ سروده شده، باید تولد او را سال ۶۴۵ قمری به‌شمار آورد.
کودکی سعد الدین در زمان نابسامانی و حملات هلاکوخان به بهانه از بین بردن اسماعیلیان گذشت. به نوشته جان ریپکا، ایران‌شناس دانشگاه پراگ، خانواده نزاری ثروتمند بوده که بعداً تهی دست شده‌اند. نزاری در اشعار خود به کودکی اش اشاره می‌کند:
| خرم و خوش باغچه‌ای داشتم      |  | نیست چنان باغچه پنداشتم     |
| بر چمنش سرو و گل و ارغوان    |  | تکیه گهم بر لب آب روان      |
| مرتفع از توت و رَز و میوه دار |  | از به و شفتالو و سیب و انار |

### تحصیلات
وی تحت تربیت خانواده خود بزرگ شد و تحصیلات ابتدایی خود را نزد پدرش شمس الدین بن میر محمد که به دهقانی مشغول بود، فرا گرفت. شمس الدین که خود نیز فرد با سوادی بود، فر زندش را در بیرجند و قائن و سپس برای تحصیلات عالی در مدارس اسلامی فرستاد و نزاری دانش خود را در ادبیات و فلسفه عربی و فارسی گسترش داد. اما از سوی دیگر روش‌های تعلیم در مدارس بر خلاف عقاید شیعه اسماعیلی بود و با توجه به برخی از سروده‌های او می‌توان فهمید نزاری جوان تمایل اندکی به تعلیم آن نشان می‌داده‌است:
| روزگاری به باد دادم     |  | با گروهی ز فرط نادانی |
| که در ایشان نیافتم هرگز |  | ذره‌ای مردمی و انسانی  |
| دشمن آل مصطفی جمله      |  | وانگهی دعوت مسلمانی   |
| می‌کنم پشت دست و می‌گریم  |  | وای ویلی زهی پشیمانی  |

نزاری با اشعار ابوالقاسم فردوسی (مرگ ۴۱۱ ه‍.ق)، عمر خیام (مرگ حدود ۵۱۷ ه‍.ق) و نظامی گنجوی (مرگ حدود ۶۰۰ ه‍.ق) و همچنین صوفیان شاعری همچون سنایی (مرگ حدود ۵۲۵ ه‍.ق)، فرید الدین عطار (مرگ ۶۲۷ ه‍.ق) آشنایی کامل داشته‌است.

### فرزندان
حکیم نزاری سه فرزند پسر داشت که بزرگ‌ترین پسرش تاج الدین محمد در جوانی در سال ۷۰۶ درگذشت و باعث شد نزاری برای او اشعاری به سبک سوگواری بسراید. او دو پسر دیگر به نام شاهنشاه و نصرت داشته که در پاره‌ای زمان به دست الجایتو زندانی می‌شوند و نزاری در نامه‌های خود به سلطان الجایتو خواستار آزادی آن‌ها از بند می‌شود.

### تخلص
تخلص سعد الدین قهستانی به نزاری بود و دلیل انتخاب این تخلص مورد تردید بوده‌است و دو احتمال قوی وجود دارد. نزاری به معنی لاغر و نحیف است و بعید هم نیست، این نام را برایش انتخاب کرده‌اند یا اینکه سعد الدین قهستانی تخلصش را به خاطر نزار المصطفی لدین الله پسر المستنصر بالله الفاطمی انتخاب کرده‌است.

### کار دولتی
نزاری در سال ۶۶۹ در جوانی خویش به دستگاه شمس الدین کرت در هرات به خدمت دیوانی مشغول شد. فقر خانواده وی پس از حمله مغولان سبب گرایش او به این کار شد. گرچه حکّام هرات سنی مذهب بودند اما با حضور شیعه مذهبان در دربار خود مشکلی نداشتند. وجود برخی جباران در هرات باعث شده بود تا این شاعر ظلم ستیز در مقابله با آن شعر بسراید. او بعد به خدمت شمس الدین علیشاه درآمد و در کنار این حاکم به کار دیوانی و شاعری مشغول شد تا این که از خدمت او معاف گشت و دور از کار دولتی به سرودن اشعارش ادامه داد.

## کتاب ها
از کتابهایی که در باره حکیم نزاری نوشته شده است می توان به کتاب زندگی و آثار نزاری به زبان روسی اثر چنگیز غلام علی بایبوردی است که توسط مهناز صدری  به قارسی ترجمه شده است می توان نام برد. 

## سفرها
حکیم نزاری سفرش را از قهستان به ماوراء قفقاز از سال ۶۷۸ ه‍.ق تا ۶۷۹ه‍.ق به پایان می‌رساند؛ و در منظومه‌ای به نام سفرنامه گزارش سفرش از قهستان به ناحیه ماوراء قفقاز است که بیش از یکسال و نیم زمان برده‌است. شاعر در اول شوّال سال ۶۷۸ه‍.ق همراه با خواجه تاج‌الّدین عمید (مأمور حکومتی مغول) به قصد رفتن به اردوی مقّر ایلخان و سپاهیان در ییلاق آلاتاق از شهر تون (فردوس کنونی) حرکت کردو به اصفهان می‌رسند و در نیمه ذوالقعده عازم نطنز می‌شوند و پس از آن به تبریز می‌رسند.
در پنجم ماه صفر، تبریز را همراه با وزیر اعظم با تدبیر «آباقاآن» مغول یعنی شمس‌الدین جوینی صاحب دیوان (مقتول به سال ۶۸۳ هجری) ترک کرده و با گذشتن از کنار دریاچه «تله» یا «تلا» (ارومیه) راه خوی را در پیش می‌گیرند. آن‌ها سپس از خوی به سوی آلاتاق (محل تجّمع اردوی آباقاآن پسر هلاکوخان مغول) می‌روند و در ادامه سفر به ارمنستان می‌رسند. سپس از ارمنستان هم به سمت گرجستان می‌روند. در مسیر سفر از «کیتوکرخ» گذشته و به «گوکچه تنگیز» رفته و از آن محل هم به سوی «اراّن» ادامه مسیر می‌دهند. در هشتم جمادی‌الثانی به «برمک» و سپس «باکو» و «دربند» می‌رسند. اما در مسیر بازگشت ابتدا به «سرا» سپس به «اردبیل» و «بیله سوار» (پیل سوار)، بعد از آن به زنگان (زنجان) و سپس از «شیرویازی» و «ابهر» می‌گذرند و در ربیع‌الثانی سال ۶۷۹ هجری به قهستان می‌رسند.

## نزاری و سعدی
نزاری هم عصر سعدی بوده‌است. در کتاب تاریخ آل یاسر مشهور به حسامی واعظ، ضمن بیان هم عصری حکیم نزاری با سعدی آمده‌است که این دو با هم در شیراز و بیرجند صحبت داشته‌اند و شیخ یکی دو نوبت به عشق صحبت با او از شیراز به بیرجند آمده و ذکر او را در منظومات خود آورده‌است. تذکره نویسان نیز در منابع مختلف از دیدار حکیم بیرجند با سعدی شیرازی سخن گفته‌اند. الطاف حسین حالی نویسنده کتاب حیات سعدی به نقل از سرگور اوسلی از کتاب مجالس العشاق می‌نویسد: حکیم نزاری قهستانی در حمام با شیخ روبرو شد شیخ از وی پرسید در خراسان کسی سعدی را نمی‌شناسد؟ نزاری جواب داد کلام سعدی در خراسان در افواه عموم جاری است، خواهش کرد چند شعر از سعدی بخواند و شیخ دانست نزاری صاحب کمالات است و ذوق شعر دارد بالاخره یکدیگر را شناختند و و سعدی نزاری را به خانه خویش دعوت کرد و تا چند روز از وی پذیرایی شایانی نمود هنگام حرکت نزاری به نوکرش گفت اگر سعدی گاهی به خراسان آمد مهمان نوازی خود را به او نشان خواهم داد. به گوش شیخ رسید و متأسف شد که شاید خوب پذیرایی نکرده‌است. اتفاقاَ سالی گذرش به قهستان افتاد و با حکیم نزاری ملاقات دست داد. حکیم پذیرایی ساده نمود و اغذیهٔ ساده بر سفره می‌چید و هنگام تودیع گفت پذیرایی پرتکلف موجب شرمندگی مهمان می‌شود رسم ما این است که ملاحظه کردی.
در باب طرز سخن نزاری و سعدی باید گفت که نزاری چه در غزل‌ها و چه در مثنوی‌ها و چه در قصیده‌ها زیر نفوذ شدید سعدی است و هنر شعری او همه جا روح شعر نزاری را زیر پر و بال خود دارد و غزل‌های نزاری واسطه تتبع حافظ از سعدی است . .

## نزاری و حافظ
دربارهٔ تأثیر نزاری بر حافظ جامی در بهارستان نوشته‌است: «قدوه الشعراء خواجه حافظ شیرازی رحمه الله، اکثر اشعار وی لطیف و مطبوع است و بعضی قریب به اعجاز، غزلیات وی نسبت به غزلیات دیگران در سلامت و روانی حکم قصائد ظهیر را دارد نسبت به قصاید دیگران و سلایق شعری او نزدیک است به نزاری قهستانی. اما در شعر نزاری غث و سمین بسیار است به خلاف شعر وی» اما ذبیح‌الله صفا دربارهٔ این سخن جامی می‌نویسد: «جامی در بهارستان مدعی است که حافظ از شیوهٔ نزاری تتبع کرده‌است و این به نظر بعید می‌آید و جز چند استقبال از چند غزل نزاری اثر دیگری از او در اساس و بنیاد سبک حافظ ملاحظه نمی‌کنیم و در عوض نزاری خود اشعاری را از خاقانی و سعدی چندین بار استقبال کرده و جواب گفته‌است .»

## درگذشت

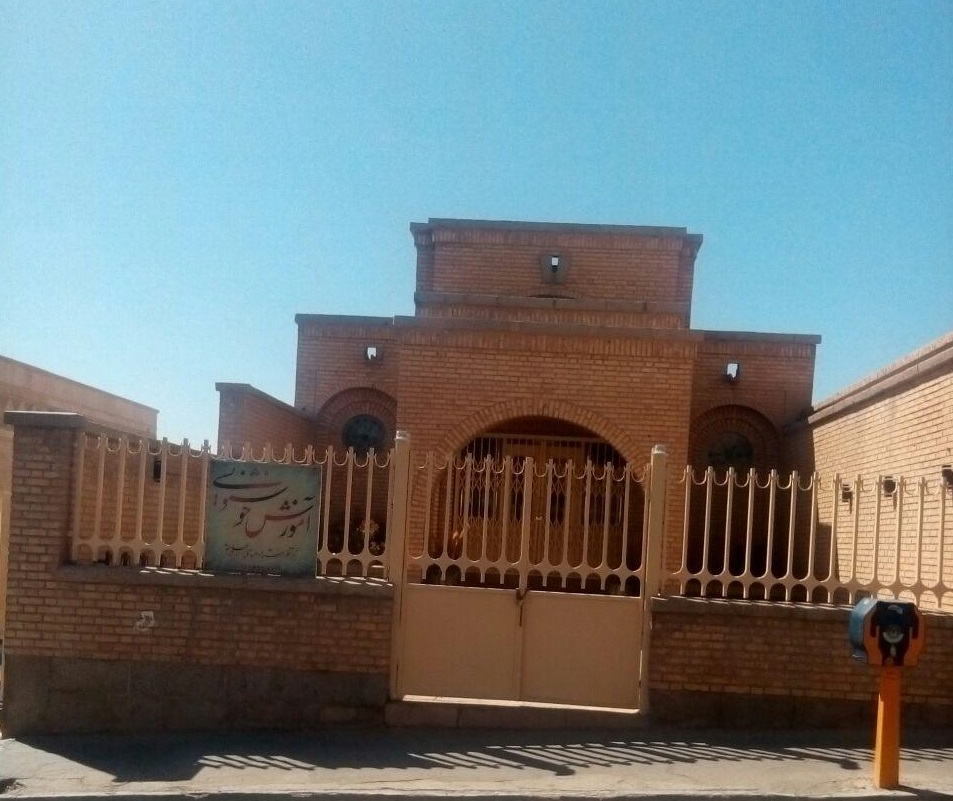
تصویر آرامگاه حکیم نزاری آبان ۱۳۹۶

برای سال درگذشت نزاری سه قول مطرح شده‌است. اول قول محمد خوافی (۷۷۷–۸۴۹) است که آن را در سال ۷۲۱ می‌داند. دوم قول هدایت در کتاب مجمع الفصحا است که آن را در ۶۹۵ می‌داند که این نظر توسط هیچ صاحب نظری قابل قبول نیست. سومین قول تاریخ نویسانی همانند براون است که سال درگذشت را ۷۲۰ می‌دانند. استاد ادبیات ذبیح‌الله صفا نظر محمد خوافی را بر همه ترجیح می‌دهد. آرامگاه او هم‌اکنون در شهر بیرجند در خیابان حکیم نزاری است. بنای آرامگاه در تاریخ ۲۴ خرداد ۱۳۹۶ به شماره ۳۰۱۶۳ ثبت ملی شد. طرح بنای آرامگاه حکیم نزاری گرفته شده از معماری ایرانی-اسلامی است.

## آثار
حکیم نزاری آثار متعددی در شعر فارسی دارد که در قالب‌های غزل و مثنوی و رباعی ترجیع بند سروده شده‌است
- دیوان حکیم نزاری قهستانی که به همت مظاهر مصفا در دو جلد به طبع رسیده، شامل احوال نزاری با توجه به اشعارش و غزلیات نزاری است.[۱۸] این فهرستی از آثار به ترتیب زمان سرودن آن‌ها توسط نزاری است:
- سفرنامه: به بحر مسدس محذوف، دربرگیرنده ۱۲۰۰ بیت در شرح سفر دو ساله نزاری است که آغاز آن شوال ۶۷۸ بوده‌است.[۱۹] این کتاب به تصحیح چنگیز غلام علی بایبوردی در سال ۱۳۹۱ در انتشارات هیرمند ۱۳۹۱به چاپ رسیده‌است.
- ادب نامه: ادب نامه بر وزن بحر متقارب مثمن محذوف به دوازده باب تقسیم شده که در اوایل سال ۶۹۵ هجری قمری برای شمس الدین علیشاه سروده شده. محتوای منظومهٔ ادب نامه در بیان چگونگی رفتار وزیران و منشیان و دیگر درباریان در برابر شاه است.[۲۰]
- مثنوی روز و شب: مثنوی روز شب در بحر خفیف سروده شده در ۵۴ سالگی شاعر یعنی ۶۹۹ قمری است. این مثنوی دربرگیرنده ۵۵۰ بیت است که به تصحیح و با مقدمه نصرالله پور جوادی در سال ۱۳۸۱ توسط نشر نی چاپ شد.[۲۱]
- ازهر و مزهر: اشعار این اثر بر وزن بحر هزج مسدس مقصور است که دربرگیرنده حدود ده هزار بیت است و از این رو بزرگ‌ترین اثر منظوم او به‌شمار می‌رود. نزاری این کتاب را در سال ۷۰۰ قمری در قالب حماسی و دفاع از ایمان اسماعیلیه سروده‌است. یک محقق روسی به نام بایبوردی، اثر را به عنوان آرمان‌های نزاری تعبیر کرده‌است.[۲۲]
- دستور نامه:اثر دیگر نزاری که این منظومه را در سال ۷۱۰ هجری قمری در ۵۷۶ بیت سروده‌است.

دستورنامه مثنوی ای بر وزن شاهنامه فردوسی (فعولن فعولن فعولن فعل یا همان بحر متقارب مثمن محذوف) است. این اثر در مجموع پندنامه‌ای در چگونگی آداب معاشرت از زبان نزاری برای فرزندانش است. دستورنامه با حمد و ستایش خداوند و رسولش آغاز می‌گردد:
| قل الحمدلله نزاری فَقُل       |  | خداوندِ جزء و خداوندِ کٌل        |
| خداوندِ امر و خداوند خلق     |  | ازو و بدو قطع و پیوند خلق     |
| برآرندهٔ خیمهٔ بی‌طناب         |  | فروزندهٔ مشعلِ آفتاب            |
| به دو حرف، نه طاق برهم زده  |  | به کاف و به نون، هفت طارم زده |
| ز عقل ابتدا کرده ابداع را   |  | و زو نفس وز نفس اطباع را      |
| هیولی و ارکان و انواع و جنس |  | نباتی و حیوانی و جن و انس     |
| بسیط زمین و بساط زمان       |  | نهایات و غایات کون و مکان     |
| شد از امر او آفرینش پدید    |  | چو از خلق نوبت به انسان رسید  |

- نامه‌های منظوم و رباعیات حکیم نزاری قهستانی نامه‌های منظوم اول و دوم برای شرف الدین حسن، نامهٔ سوم برای محمدبن نجیب حاکم گناباد و نامه‌های چهارم خطاب به علیشاه و در بیان دلتنگی از غیاب اوست. تعداد رباعیات نسخهٔ کلیات سن پترزبورگ ۲۶۴ رباعی است، ۲۲ رباعی در اثر رطوبت و نم فروشسته شده و خوانا نیستند.[۲۴]

### اهل بیت در آثار نزاری
علاقه و ارادت همراه با احترام به اهل بیت پیامبر در همه آثار نزاری مشهود است به ویژه او در غزلیاتش بارها به محبت و ولایت علی ابن ابی طالب اعتراف کرده‌است.

## نمونه اشعار
| آتش سودای تو جانم بسوخت     |  | یک شررش هر دو جهانم بسوخت    |
| سوخته را خوش بتوان سوختن    |  | سوخته‌ای بودم از آنم بسوخت    |
| طاقت خورشید وصالم نبود      |  | حیرت از آن وسع و توانم بسوخت |
| از من و ما گر اثری بود، رفت |  | عشق به‌کل نام و نشانم بسوخت   |
| قصد سخن کردم تا سوز دل      |  | شرح دهم، کام و زبانم بسوخت   |
| خواستم از درد که احوال جان  |  | وصف کنم، شرح و بیانم بسوخت   |
| نامهٔ اندوه نهادم اساس       |  | سوز سخن کلک و بنانم بسوخت    |
| بس که چراغ نظر افروختم      |  | مردمک چشم عیانم بسوخت        |
| دود سخن روزن حلقم ببست      |  | تفِّ جگر شمع روانم بسوخت       |
| قصه دراز است نزاری خموش     |  | گو همه پیدا و نهانم بسوخت    |

## مذهب نزاری
در مورد مذهب نزاری اختلاف نظر است ولی چیزی که به نظر می‌رسد این است که او پیرو دین اسماعیلی بوده ولی در اواخر عمرش به شیعه دوازده امامی گرایش پیدا کرده‌است. اسماعیلیه شاخه‌ای از جریان سیاسی – کلامی شیعه هستند که پس از درگذشت جعفر صادق فرزند دیگر او به نام اسماعیل را به جای موسی کاظم به امامت قبول کردند. در خصوص مذهب نزاری، افراد مختلفی ابراز وجود کرده‌اند که برخی نظرات آن‌ها در پایین ذکر شده‌است:
- یوگنی برتلس (۱۸۹۰ تا ۱۹۵۷ میلادی) با این حساب که باید در اشعارش بیشتر کاوش کرد او را اسماعیلی می‌داند.[۲۸]
- میخاییل سرگیویچ ایوانف مذهب او را بدون شک اسماعیلی می‌داند.[۲۹]
- بارادین معتقد است که حکیم نزاری شیعه بوده و حق امامت را مخصوص اهل بیت محمد می‌دانسته‌است.[۳۰]
- دولتشاه سمرقندی (۸۴۲–۹۰۰ قمری) در «تذکره الشعرای» آورده «... و نزاری را بعضی موحد و عارف می‌دانند و بعضی از زمره اسماعیلیه می‌گویند هر چند سخنان او بر شیوه می‌پرستی و آداب معاشرت و مستی واقع شده اما معارف و حقایق دارد و از حقیقت سخنان او معلوم می‌شود که مرد حکیم و صاحب تحقیق بوده و بدو اعتقاد بد بهتان است هر چند گستاخی‌هایی که در شرع ممنوع است از او صادر می‌شود»
- احمد جلال الدین محمد، نزاری را اسماعیلی دانسته‌است.
- ادوارد برون در کتاب تاریخ ادبیات او را پیرو اسماعیلیان می‌داند.
- هدایت در کتاب جامع الفصحا می‌نویسد که حکیم به نزار اسمعیلی ارادت داشت.[۳۱]
- دکتر نصرالله پور جوادی، در مقدّمه مصحح بر مثنوی «مناظره روز و شب» اثبات کرد که نزاری اگر چه در ابتدا پیرو اسماعیلیه بوده ولی در سنین سالمندی به تشیّع دوازده امامی و طریقت تصوّف روی می‌آورد.[۳۲]
- محمد حسین آیتی در کتاب بهارستان به پیروی از حسامی واعظ نزاری را امامی می‌داند و نزدیکی به فاطمیان به خاطر تخلصش را نیز رد می‌کند.[۳۳]
- حسامی قهستانی یکی از نخستین کسانی است که به دوازده امامی بودن او البته نه به صراحت اشاره کرده‌است و ابیات زیر را به عنان شاهد مثال خود آورده‌است:[۳۴]

| محبت تو چنان محکم است در دل من |  | که اعتقاد نزاری به خاندان علی  |
| به اعتقاد من از بعد احمد مرسل  |  | علی ز جمله مخلوق کردگار به است |

- شیخ مرتضی آیتی در کتاب نسیم بهاری در احوال نزاری نیز معتقد است حکیم بر مذهب حق و شیعه امامی مذهب بوده‌است او ابیاتی مانند:

| محبت تو چنان محکم است در دل من |  | که اعتقاد نزاری به خاندان علی |

را دلیل مدعای خود می‌داند و دلیل دوم او نیز این است که مصنفات او خالی از مدح خلفای اسماعیلی است.

## همایش و رسانه
در سی و یکم اردیبهشت ماه سال ۱۳۹۳ همایشی با عنوان «همایش ملی نقد و تحلیل زندگی، شعر و اندیشه حکیم نزاری قهستانی» در دانشگاه بیرجند برگزار شد. ۲۰۰ مقاله به دبیرخانه همایش رسید و از این تعداد ۱۵۰ مقاله پذیرفته شد که ۳۶ مقاله برتر به صورت سخنرانی در همایش ارائه شد. در این همایش امام جمعه وقت، علی رضایی بیرجندی نیز حضور داشت.
همچنین براساس بخشی از زندگینامه این حکیم، در سال ۱۳۹۳ فیلم مستندی با نام روایت حکیم گمنام به کارگردانی محمدتقی محمدقلیها تولید گردید. این فیلم برشی از زندگی پر فراز و نشیب حکیم سعدالدین نزاری بیرجندی از شاعران و سخنوران قرن هفتم و هشتم هجری را روایت می‌کند.
همچنین رادیو خراسان جنوبی در برنامه عندلیبان به بررسی احوال و اشعار حکیم نزاری پرداخت.

## آرامگاه حکیم نزاری
آرامگاه سعد الدین نزاری قهستانی، ملقب به حکیم نزاری، سراینده و شاعر سده هفتم هجری، یکی از نقاط دیدنی و تاریخی شهر بیرجند است که در بافت قدیمی شهر واقع شده‌است. طرح این بنا گرفته شده از معماری ایرانی-اسلامی است. این بنا در تاریخ ۲۴/۳/۱۳۹۶ به شماره ۳۰۱۶۳ به فهرست آثار ملی ایران افزوده شد.
این آرامگاه هم‌اکنون در خیابان حکیم نزاری که به افتخار خود او نام گذاری شده‌است، قرار دارد.

## بازسازی آرامگاه حکیم نزاری
سوم تیر ماه ۱۴۰۰ در دوره شهرداری محمدعلی جاوید آرامگاه حکیم نزاری که بازسازی آن از چندی پیش آغاز شده بود با تملک زمین‌های کنار آن و افزودن آن به آرامگاه افتتاح شد.